# ブレーメンのマペット音楽家
「ブレーメンのマペット音楽家」（ブレーメンのマペットミュージシャン）は、NHKの音楽番組『みんなのうた』で、2002年12月 - 2003年1月に放送された曲。作詞：相田毅、作曲：上野義雄、編曲：松下誠、歌：ブレス バイ ブレス。